# Neocalyptrocalyx morii
Neocalyptrocalyx morii är en kaprisväxtart som beskrevs av Cornejo och Iltis. Neocalyptrocalyx morii ingår i släktet Neocalyptrocalyx och familjen kaprisväxter. Inga underarter finns listade i Catalogue of Life.